# (6030) Zolensky
(6030) Zolensky (1981 EG36) – planetoida z grupy pasa głównego asteroid okrążająca Słońce w ciągu 5,61 lat w średniej odległości 3,16 j.a. Odkryta 7 marca 1981 roku.